# Соболев, Иван Николаевич (политик)
Иван Николаевич Соболев (25 апреля 1846, Ярославль — 5 декабря 1903, Ярославль) — российский политик. Городской голова Ярославля (1887—1896).

## Биография
Происходит из купеческого рода Соболевых. Внук Ивана Семёновича Соболева (1792—1873) и сын Николая Ивановича Соболева (1822—1874). После прекращения деятельности торгового дома «Ивана Соболева сыновья» и раздела имущества продолжил семейное дело, занявшись торговлей винами.
С 1887 по 1896 год Иван Николаевич избирался гласным Ярославской городской думы и в этот период занимал должность городского головы Ярославля.
С 1874 года состоял старостой Власьевской церкви, оказывал ей финансовую поддержку на протяжении 25 лет.
Ивану Соболеву по наследству принадлежал дом, примыкавший к Власьевской башне (известный как «дом Салтыкова» по имени первого владельца). В настоящее время в этом здании размещается экономический факультет Ярославского государственного университета. В 1906 году наследники Ивана Николаевича продали дом прусскому подданному Роберту Людвиговичу Каатцу.

## Награды
- Золотая медаль на Станиславской ленте (1881)[1]
- Золотая медаль на Аннинской ленте (1889)[1]
- Орден Святого Станислава II степени (6 мая 1900)[1]

## Личная жизнь
Иван Николаевич был женат дважды. Его первая жена — Мария Михайловна, урождённая Вахрамеева (1853—1877). В этом браке родился сын Николай, скончавшийся в младенчестве (1871—1872). Вторая жена — Глафира Васильевна, урождённая Холщевникова (1854—1901).